# Относно Шмид
„Относно Шмид“ (на английски: About Schmidt) е американски трагикомичен филм от 2002 г. на режисьора Александър Пейн. Сценарият, написан от Пейн и Джим Тейлър, е базиран на едноименния роман на Луис Бегли. Премиерата на филма е на 22 май 2002 г. на кинофестивала в Кан.

## Актьорски състав
| Актьор          | Роля           |
| --------------- | -------------- |
| Джак Никълсън   | Уорън Шмид     |
| Кати Бейтс      | Робърта Херцел |
| Хоуп Дейвис     | Джийни Шмид    |
| Дърмът Мълроуни | Рандал Херцел  |
| Джун Скуиб      | Хелън Шмид     |

## Награди и номинации
| Категория                                             | Номиниран(и)                  | Резултат                |
| Оскар (23 март 2003 г.)                               | Оскар (23 март 2003 г.)       | Оскар (23 март 2003 г.) |
| ----------------------------------------------------- | ----------------------------- | ----------------------- |
| Най-добра мъжка роля                                  | Джак Никълсън                 | номинация               |
| Най-добра поддържаща женска роля                      | Кати Бейтс                    | номинация               |
| Награда на БАФТА (23 февруари 2003 г.)                |                               |                         |
| Най-добър актьор в главна роля                        | Джак Никълсън                 | номинация               |
| Златен глобус (19 януари 2003 г.)                     |                               |                         |
| Най-добър сценарий                                    | Александър Пейн и Джим Тейлър | награда                 |
| Най-добър актьор в драматичен филм                    | Джак Никълсън                 | награда                 |
| Най-добър филм – драма                                | Най-добър филм – драма        | номинация               |
| Най-добър режисьор                                    | Александър Пейн               | номинация               |
| Най-добра актриса в поддържаща роля                   | Кати Бейтс                    | номинация               |
| Сателит (12 януари 2003 г.)                           |                               |                         |
| Най-добър актьор в драматичен филм                    | Джак Никълсън                 | номинация               |
| Най-добра актриса в поддържаща роля в драматичен филм | Кати Бейтс                    | номинация               |